# .ro
.ro је највиши Интернет домен државних кодова (ccTLD) за Румунију. Администриран је од стране Националног института за истраживање и развој у информатици.
Од децембра 2007, око 250.000 домена је регистровано под .ro доменом. У јуну 2008, било је око 6,8 милиона погодака на Гуглу за .ro домен. У јулу 2009, било је 430.000 .ro домена.